# Hausgauen
Hausgauen je francouzská obec v departementu Haut-Rhin v regionu Grand Est. V roce 2014 zde žilo 404 obyvatel.

## Poloha obce
Sousední obce jsou: Bettendorf, Heiwiller, Hundsbach, Schwoben, Tagsdorf, Wahlbach a Willer.

## Vývoj počtu obyvatel
Počet obyvatel